# Portal Tomb von Clogher (Kilnoe)

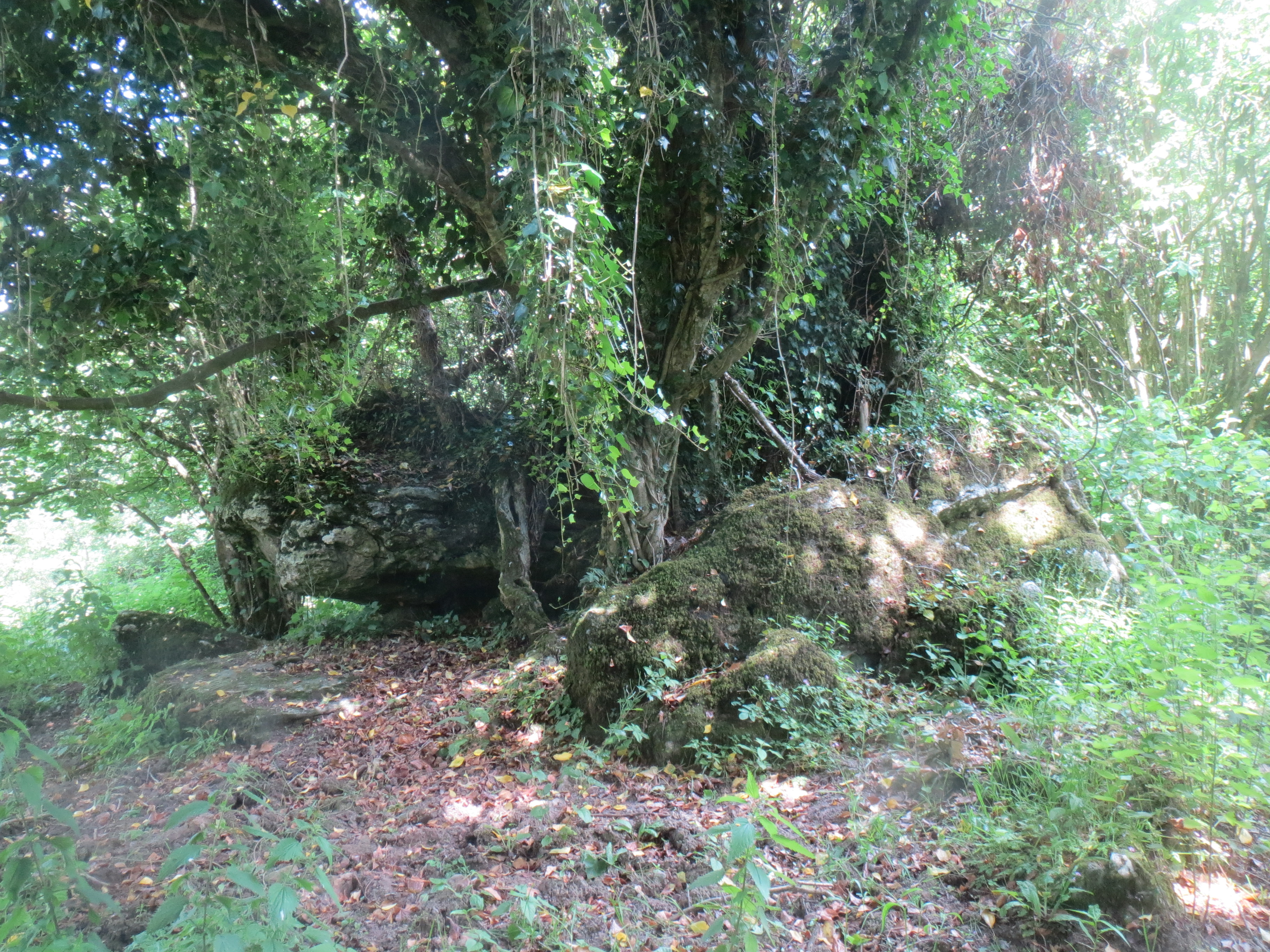
Clogher Portal Tomb

Das Portal Tomb von Clogher befindet sich auf einer kleinen, nach Süden gerichteten, ebenen Plattform westlich des Lough Bridget, östlich von Tulla im Townland Clogher (irisch An Clochar, „der steinige Platz“) im County Clare in Irland. Als Portal Tombs werden in Irland und Großbritannien Megalithanlagen bezeichnet, bei denen zwei gleich hohe, aufrecht stehende Steine mit einem Türstein dazwischen die Vorderseite einer Kammer bilden, die mit einem zum Teil gewaltigen Deckstein bedeckt ist.
Das Südwest-Nordost orientiert Portal Tomb besteht aus einem rechteckigen Deckstein, der 4,6 m lang, 3,8 m breit und 1,8 m dick ist, zwei Portalsteinen, einem Türstein, zwei Seitensteinen und einem Endstein. Das Gewicht des Decksteins hat die Orthostaten nach außen gedrückt, was dazu führte, dass der Deckstein zerbrach und in die rechteckige Kammer stürzte. Der westliche Portalstein, ein Seitenstein und der Endstein blieben aufrecht, während der östliche Portalstein und sein Seitenstein umgefallen sind. Der runde Cairn erstreckt sich bis etwa 4,0 m von der Struktur, und die Steine liegen hauptsächlich auf der Ost- und Nordseite.